# Gunodes major
Gunodes major (лат.) — вид мелких жуков-долгоносиков из подсемейства Cyclominae (Listroderini), единственный в составе рода Gunodes. Эндемики острова Тристан-да-Кунья (юг Атлантического океана). Длина тела жуков 7,5 мм. Рострум среднего размера; опушение состоит из субокруглых чешуек и щетинок; переднеспинка субокруглая; надкрылья продолговато-овальные. Gunodes включён в подтрибу Palaechthina из трибы Listroderini и близок к родам Anorthorhinus, Haversiella, Inaccodes, Listronotus, Neopachytychius, Palaechthus, Palaechtodes, Steriphus, Tristanodes.
Вид и род были впервые описаны в 1948 году по материала Норвежской научной экспедиции на субарктические острова Тристан-да-Кунья.
Биология не изучена, питаются предположительно (как и близкие группы) листьями (имаго) и корнями растений (личинки).